# 加利福尼亞谷 (加利福尼亞州)
加利福尼亞谷（英語：California Valley）是位於美國加利福尼亞州聖路易斯-奧比斯保縣的一個非建制地區。該地的面積和人口皆未知。

## 地理
加利福尼亞谷的座標為35°17′38″N 120°58′17″W / 35.29389°N 120.97139°W，而該地的平均海拔高度為600米（即1970英尺）。